# Ulica św. Marii Magdaleny we Wrocławiu

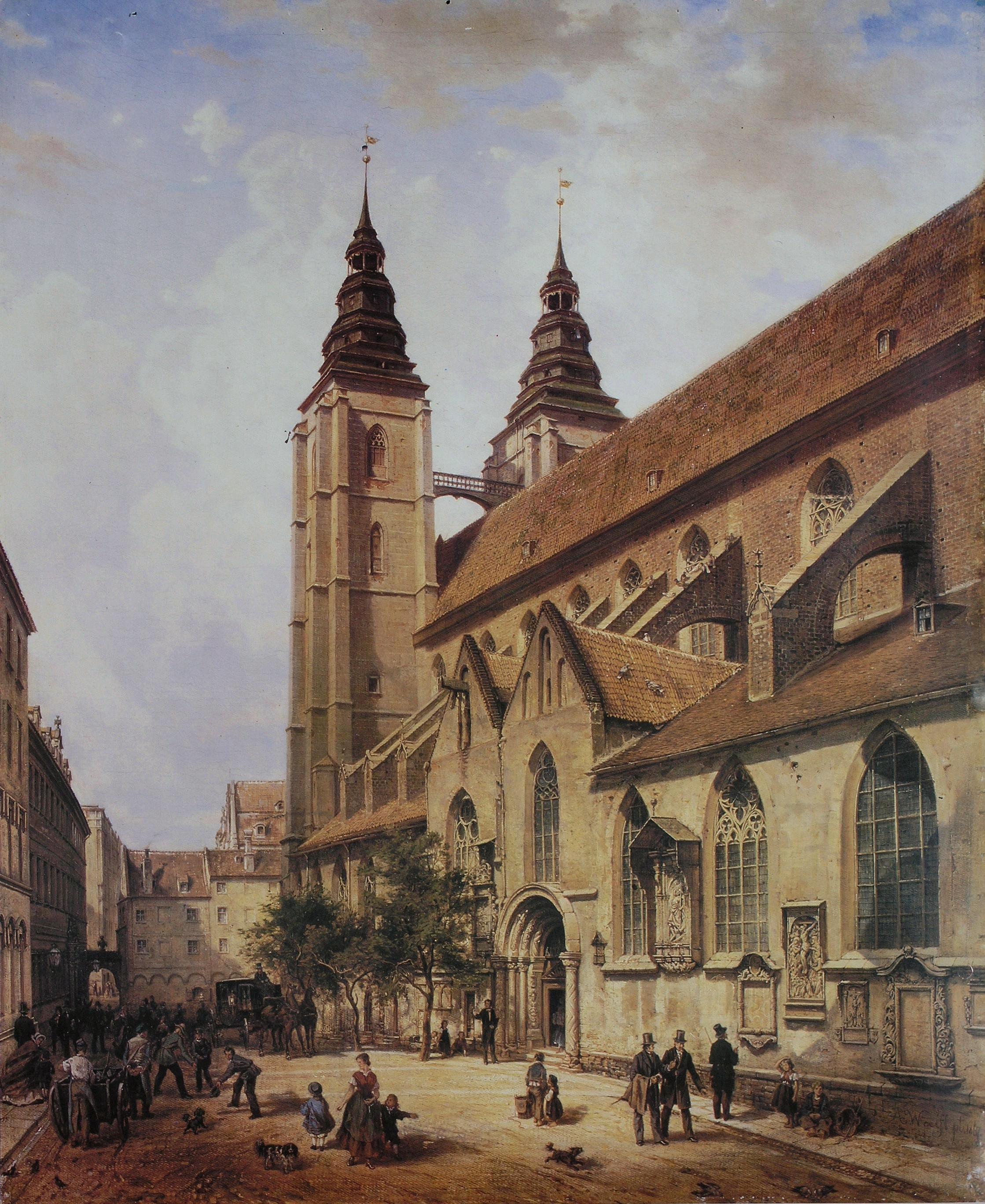
Ulica w 1867 r.

Ulica Świętej Marii Magdaleny – ulica położona we Wrocławiu na Starym Mieście. Łączy ulicę Szewską z ulicą Łaciarską. Ma 87 m długości. Północną pierzeję ulicy stanowi katedra kościoła polsko-katolickiego pod wezwaniem Świętej Marii Magdaleny.

## Historia
Ulica ta pierwotnie stanowiła plac przy kościele św. Marii Magdaleny. Pierwsza świątynia pod tym wezwaniem powstała już w końcu XII wieku (być może jako kaplica), a budowę obecnej świątyni rozpoczęto ok. 1330 r. W 1945 roku, w wyniku działań wojennych podczas oblężenia Wrocławia, budowla uległa znacznym zniszczeniom oraz została wypalona w pożarach. Odbudowa trwała do 1972 r., a w 1992 r. rozpoczęto renowację kościoła, w tym między innymi odtworzono mostek łączący dwie wieże świątyni.
Wokół placu istniała zabudowa już od średniowiecza. Znajdował się tu także cmentarz okolony murem; pierwsze wzmianki pojawiają się już od 1345 roku. W części północnej a od 1710 roku w południowej przy ul. Marii Magdaleny w miejscu gotyckich kamienic wzniesiono siedzibę gimnazjum św. Marii Magdaleny. 
W 1491 r. powstała przy skrzyżowaniu Łaciarskiej (współcześnie nr 64) i Marii Magdaleny kapliczka nagrobna, późnogotycka, ku czci rajcy Macieja Foyta. została ona następnie umieszczona w ścianie wybudowanego tu budynku.
W XIX wieku plac został przekształcony w ulicę. Zlikwidowano w tym czasie cmentarz i okalający go mur ogrodzeniowy. Jezdnie dawnego placu zachowały się po obu stronach świątyni, jednak nazwę placu zlikwidowano, a nowa nazwa ulicy została przypisana jedynie drodze przebiegającej na południe od kościoła.
W latach dziewięćdziesiątych XX wieku w południowej pierzei ulicy zrealizowano budowę obiektu hotelowego, w dwóch etapach: etap I w 1994–1997 roku oraz etap II w 1999–2000 roku. W budynku powstał Hotel Maria Magdalena, później Hotel Qubus . Zbudowano 5-piętrowy budynek o 83 pokojach hotelowych. W 1998 roku przy południowej pierzei ulicy zrealizowano, w miejscu parkingu, Howell Complex, obecnie Dom Handlowy Magdalena.

## Nazwy
W swojej historii ulica nosiła następujące nazwy własne: 
- Magdalenenplatz[1][9]
- An der Magdalenen Kirche[1][9]
- Świętej Marii Magdaleny, od 1945 r.[1][10]

Nazwa ulicy An der Magdalenen Kirche nawiązuje do położonego przy niej kościoła. Należy wskazać, że także plac położony na północ od kościoła, obecnie bez nazwy, nosił analogicznie nazwę nawiązującą do patronki tego kościoła – Magdalenenplatz.
Współczesna nazwa ulicy została nadana przez Zarząd Miejski i ogłoszona w okólniku nr 94 z 20.12.1945 r..

## Układ drogowy
Do ulicy Świętej Marii Magdaleny przypisana jest droga gminna o długości 87 m. Ustalono dla tej ulicy jako dominujący ruch pieszy, z możliwością obsługi komunikacyjnej z tej ulicy dla przylegających do niej bloków urbanistycznych.
Ulice powiązane z ulicą Świętej Marii Magdaleny:
- skrzyżowanie:
  - ulica Szewska[2][15], z torowiskiem tramwajowym[16] [17],
  - ulica Kurzy Targ[18]
- skrzyżowanie: ulica Łaciarska[2][19].

## Zabudowa i zagospodarowanie
Posesja położona na północ od ulicy zajęta jest w całości przez katedrę kościoła polsko-katolickiego pod wezwaniem Świętej Marii Magdaleny  . Stanowi on dominantę wysokościową w zabytkowym zespole kompozycyjnym. Natomiast południową pierzeję zajmuje współczesna zabudowa obejmująca budynki biurowo-usługowe i hotelowa, w tym Hotel Qubus   i Centrum Biznesu Magdalena  . Wschodnią oś ulicy zamyka powojenny budynek mieszkalny przy ulicy Łaciarskiej oraz niewielki teren zieleni leżący przy skrzyżowaniu tej ulicy z ulicą Kaznodziejską. Natomiast po stronie zachodniej przedłużeniem ulicy, za ulicą Szewską, jest ulica Kurzy Targ biegnąca do Rynku . Przy niej po południowej stronie znajduje się budynek Domu Handlowego Feniks, jego tylna fasada, a po stronie północnej kamienica mieszkalno-usługowa – "Kamienica Pod Złotą Marią"  .

## Ochrona i zabytki
Obszar, na którym położona jest ulica Świętej Marii Magdaleny, podlega ochronie w ramach zespołu urbanistycznego Starego Miasta z XIII–XIX wieku, wpisanego do rejestru zabytków pod nr. rej.: 196 z 15.02.1962 oraz A/1580/212 z 12.05.1967. Inną formą ochrony tych obszarów jest ustanowienie historycznego centrum miasta, w nieco szerszym obszarowo zakresie niż wyżej wskazany zespół urbanistyczny, jako pomnik historii  . Samo miasto włączyło ten obszar jako cenny i wymagający ochrony do Parku Kulturowego "Stare Miasto", który zakłada ochronę krajobrazu kulturowego oraz uporządkowanie, zachowanie i właściwe kształtowanie krajobrazu kulturowego i historycznego charakteru najstarszej części miasta . Ochronę narzuca także miejscowy plan zagospodarowania przestrzennego. Sytuowanie nowej zabudowy może być dokonywane wyłącznie po sporządzania planów szczegółowej rewaloryzacji w nawiązaniu do istniejącej, historycznej zabudowy, z wymogami odpowiedniego jej kształtowania.
W otoczeniu ulicy znajdują się następujące zabytki:
| Strona północna                                                               | |  |
| Kościół rzymskokat., ob. katedra polsko-katolicka pw. św. Marii Magdaleny     | lata 1342-1362, 1481 r. (wieże), lata 70. i 80. XVI w., 1945 r. (wypalony i zniszczony), lata 1960-1970 (rekonstrukcja); (1342-60, po 1945), rejestr zabytków: nr 24 z 28.11.1947, oraz nr 431/84 z dn. 06.02.1962 |  |
| Zachodnie zamknięcie osi widokowej                                            | |  |
| Dom handlowy Braci Barasch, ob. Dom handlowy "Feniks" strona południowa       | lata 1904-1905 (proj. Georg Schneider), lata 1929-1930 (przebudowa spółka arch. Simon&Halfpaap), po 1945 r. (początek XX wieku), rejestr zabytków: nr A/2789/201 z 30.12.1970                                      |  |
| Kamienica "Dom Pod Złotą Marią", ob. budynek biurowo-usługowy strona północna | XIV w., ok. 1870 r., 1916 r. (przebudowa), ok. 2000 r. (remont), (XIX/XX wiek), rejestr zabytków: nr A/2276/473/Wm z dn. 31.03.1992                                                                                |  |

## Iluminacja
Przy ulicy najbardziej eksponowanym obiektem jest kościół św. Marii Magdaleny, który zaliczany jest do najwartościowszych obiektów, a także stanowi dominantę wysokościową i kompozycyjną, dla których to obiektów przewidziano wykonanie iluminacji eksponującej obiekt w porach wieczornych i nocnych.